# Lustmord
Lustmord – to pseudonim Briana Williamsa, brytyjskiego pioniera muzyki dark ambient. Znany jest z eksperymentalnego podejścia do dźwięku: albumy Paradise Disowned i Heresy nagrywał w całości w katakumbach, grotach, jaskiniach, schronach i kopalniach. Zajmuje się również projektowaniem efektów dźwiękowych do filmów (m.in. Dziwne dni, Kruk czy Underworld), reklam i gier komputerowych. Okazjonalnie współpracuje także ze znanym prog-metalowym zespołem Tool.
Brian Williams tworzy również pod innymi pseudonimami: Arecibo (album Trans Plutonian Transmissions), Isolrubin BK (album Crash Injury Trauma) i Terror Against Terror (album Psychological Warfare Technology Systems).

## Dyskografia
- A Document of Early Acoustic & Tactical Experimentation (1983)
- Paradise Disowned (1984)
- Heresy (1990)
- The Monstrous Soul (1992)
- The Place Where the Black Stars Hang (1994)
- Stalker (z Robertem Richem) (1995)
- Lustmord vs Metal Beast (z Shadem T. Scottem) (1997)
- Purifying Fire (2000)
- Metavoid (2001)
- Zoetrope (2002) (Rozwinięcie motywów muzycznych z krótkometrażowego filmu Charliego Deaux Zoetrope(inne języki))
- Carbon/Core (2004)
- Pigs of the Roman Empire (Melvins) (2004)
- Lustmord Rising (06.06.06) (Album koncertowy) (2006)
- Juggernaut (z Kingiem Buzzo (Melvins) (2007)
- [ O T H E R ] (z Kingiem Buzzo (Melvins), Adamem Jonesem (Tool) i Aaronem Turnerem (Isis)) (2008)
- The Dark Places Of The Earth (2009)
- [ B E Y O N D ] (2009)
- Songs of Gods and Demons (2011)
- The Word As Power (2013)